# Ready an' willing
Ready an' willing is een studioalbum van Whitesnake. Tussen Lovehunter en Live … in the heart of the city verscheen in Japan een livealbum, dat later bijgeperst werd op Live... in the heart of the city. Gedurende de periode tussen Lovehunter en Ready an' willing raakte de band weer een personeelslid kwijt. De opvolger van de verdwenen drummer was Ian Paice, zodat de zesmansformatie nu voor 50% uit ex-Deep Purple-leden bestond (Coverdale, Lord, Paice). De opnamen vonden opnieuw plaats in de Central Recorders Studio met aanvullend werk in de Ridge Farm.
In 2006 kwam een heruitgave uit van het album, die werd aangevuld met liveopnamen uit 1979 en een track die op de plank was blijven liggen bij het originele album.

## Musici
- David Coverdale – zang
- Micky Moody, Bernie Marsden – gitaar, zang
- Neil Murray – basgitaar
- Jon Lord – toetsinstrumenten
- Ian Paice – slagwerk

## Muziek
| Nr. | Titel                                                      | Duur |
| --- | ---------------------------------------------------------- | ---- |
| 1.  | Fool for you loving (Coverdale, Marsden, Moody)            | 4:17 |
| 3.  | Sweet talker (Coverdale)                                   | 3:37 |
| 4.  | Ready an’ willing (Coverdale, Loord, Moody, Murray, Paice) | 3:43 |
| 5.  | Carry your load (Coverdale)                                | 4:05 |
| 6.  | Blindman (Coverdale)                                       | 5:08 |
| 7.  | Ain’t goona cry no more (Coverdale, Moody)                 | 5:51 |
| 8.  | Love man (Coverdale)                                       | 5:03 |
| 9.  | Black and blue (Coverdale, Moody)                          | 4:05 |
| 10. | She’s a woman (Coverdale, Marsden)                         | 4:08 |

## Hitnotering
Het was het tweede album met een hitnotering in het Verenigd Koninkrijk, maar tevens het eerste met een Amerikaanse notering in de Billboard Album Top 200, hoogste notering plaats 90.

### Britse album Top 100
| Hitnotering: 7-6-1980 t/m 26-9-1980 | Hitnotering: 7-6-1980 t/m 26-9-1980 | Hitnotering: 7-6-1980 t/m 26-9-1980 | Hitnotering: 7-6-1980 t/m 26-9-1980 | Hitnotering: 7-6-1980 t/m 26-9-1980 | Hitnotering: 7-6-1980 t/m 26-9-1980 | Hitnotering: 7-6-1980 t/m 26-9-1980 | Hitnotering: 7-6-1980 t/m 26-9-1980 | Hitnotering: 7-6-1980 t/m 26-9-1980 | Hitnotering: 7-6-1980 t/m 26-9-1980 | Hitnotering: 7-6-1980 t/m 26-9-1980 | Hitnotering: 7-6-1980 t/m 26-9-1980 | Hitnotering: 7-6-1980 t/m 26-9-1980 | Hitnotering: 7-6-1980 t/m 26-9-1980 | Hitnotering: 7-6-1980 t/m 26-9-1980 | Hitnotering: 7-6-1980 t/m 26-9-1980 | Hitnotering: 7-6-1980 t/m 26-9-1980 |
| Week:                               | 1                                   | 2                                   | 3                                   | 4                                   | 5                                   | 6                                   | 7                                   | 8                                   | 9                                   | 10                                  | 11                                  | 12                                  | 13                                  | 14                                  | 15                                  |                                     |
| ----------------------------------- | ----------------------------------- | ----------------------------------- | ----------------------------------- | ----------------------------------- | ----------------------------------- | ----------------------------------- | ----------------------------------- | ----------------------------------- | ----------------------------------- | ----------------------------------- | ----------------------------------- | ----------------------------------- | ----------------------------------- | ----------------------------------- | ----------------------------------- | ----------------------------------- |
| Positie:                            | 9                                   | 6                                   | 7                                   | 13                                  | 16                                  | 15                                  | 17                                  | 25                                  | 28                                  | 57                                  | 37                                  | 36                                  | 57                                  | 62                                  | 67                                  | uit                                 |

## Singles
Fool for your loving (april) en Ready an’ willing (juli) verkochten dermate goed dat ze in de Britse hitparades kwamen en als hoogste notering een 13e (in 9 weken) respectievelijk 43e (in 4 weken) plaats haalden.